# II. Rákóczi Ferenc újratemetése
II. Rákóczi Ferenc újratemetésére 1906. október 29-én került sor Kassán, a Szent Erzsébet-főszékesegyházban.

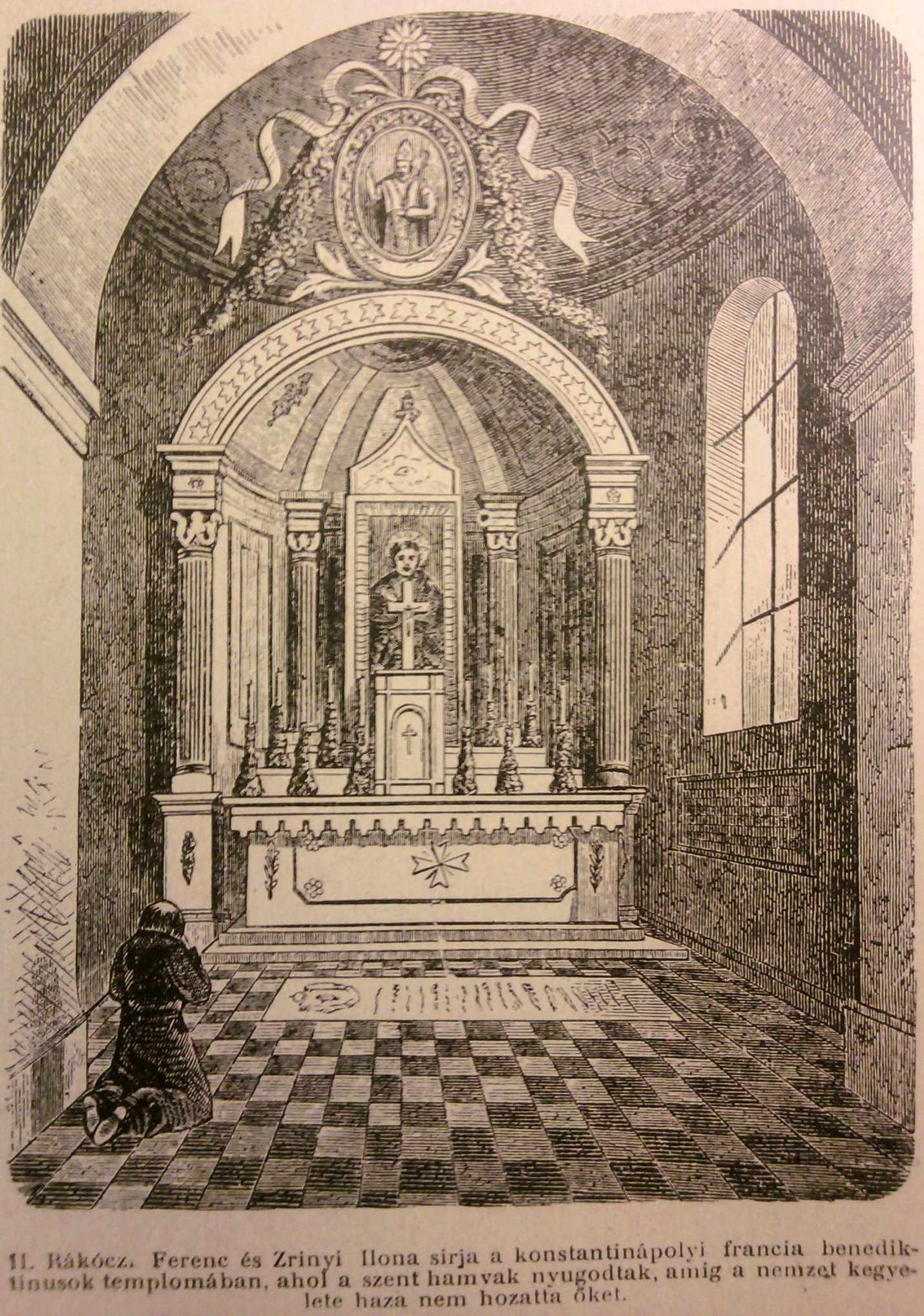
Az isztambuli Szent Benedek-templom volt II. Rákóczi Ferenc és Zrínyi Ilona eredeti sírhelye

A Rodostóban száműzetésben lévő fejedelmet, miután 1735. április 8-án meghalt, kívánságának megfelelően édesanyja, Zrínyi Ilona mellé temették el Konstantinápolyban a galatai jezsuita   templomban (később ez a lazarista misszió St. Benoît-, azaz Szent Benedek-temploma lett). Édesanyja, Zrínyi Ilona mellé temették el, szíve pedig a Párizshoz közeli Grosbois-ba került. II. Rákóczi Ferenc a szabadságharc leverése után menedéket kapott a francia udvarban, amit nagyon megszeretett és soha nem felejtette el Grosbois-t. Haláláig szívében őrizte a hely és a francia nép iránti szeretetét. Halála után bebalzsamozott szívét és vallásos munkáinak kéziratait ide hozták, a grosbois-i kamalduliak őrizetére bízva. A francia forradalom zűrzavaros napjaiban a bebalzsamozott szív azonban örökre eltűnt.
A hamvak hazahozatalának gondolata már a reformkorban megjelent, politikai okokból azonban az 1870-es évekig nem kerülhetett szóba komolyan és még ezután is évtizedek teltek el, mire a gondolat megvalósult.
A hazahozatalról látványos parlamenti jelenetben egyezett meg 1904. március 10-én Tisza István miniszterelnök és Thaly Kálmán, az ellenzéki Függetlenségi Párt alelnöke (és ez a hatalmas belpolitikai megosztottság enyhülésének jelképévé válhatott volna, a későbbi fejlemények azonban az ellentétek további mélyülését hozták).
Az Országgyűlés 1906. október 23-án törölte el a Rákóczit és társait megbélyegző 1715. évi 49. tc. 2. és 3. § Archiválva 2006. március 10-i dátummal a Wayback Machine-ben-ait, az uralkodó, I. Ferenc József  Magyarország megkoronázott apostoli királya pedig már másnap szentesítette a döntést.

## Megemlékezések

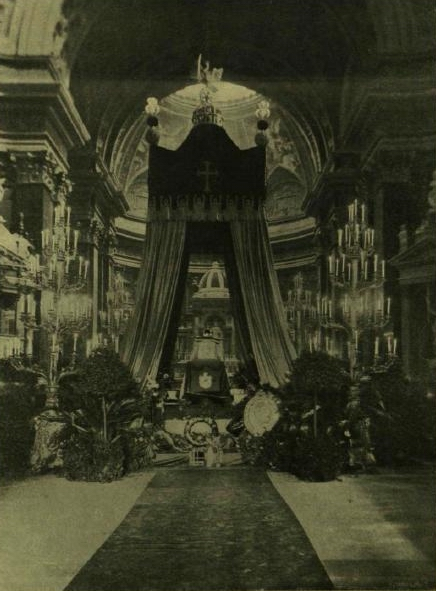
Rákóczi ravatala. Őt és társait a Szent István Bazilikában, Thökölyt pedig a Deák téri evangélikus templomban ravatalozták fel Budapesten 1906. október 28-án

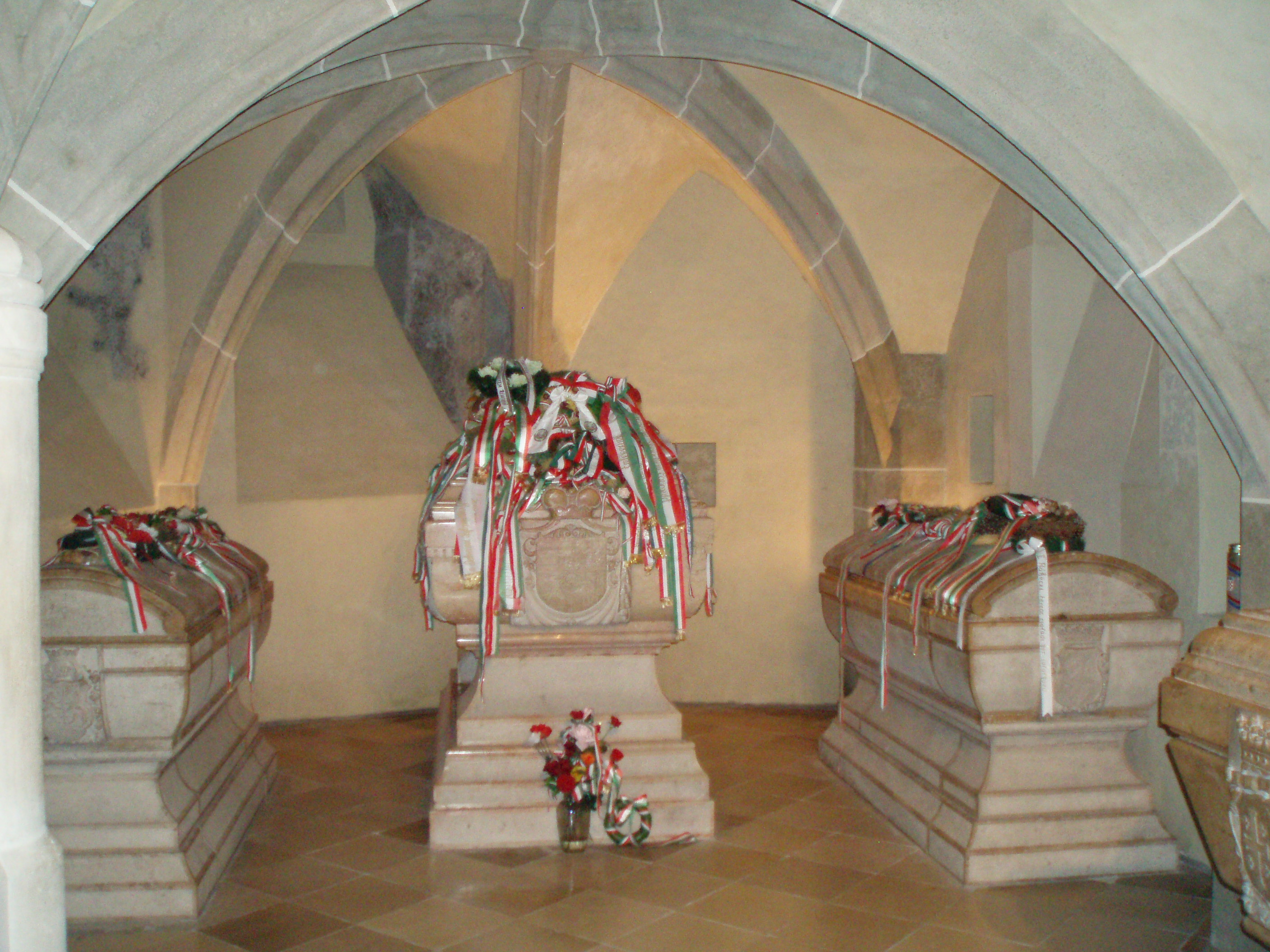
A Rákóczi kripta a kassai Szent Erzsébet-dómban. Az északi hajó alá kriptát építettek 1906-ban és itt helyezték örök nyugalomra II. Rákóczi Ferenc, édesanyja Zrínyi Ilona és a fejedelem idősebbik fia, Rákóczi József hamvait. Itt nyugszik még generálisa, tábornagya Esterházy Antal gróf, udvarmestere Sibrik Miklós ezereskapitány, társa Bercsényi Miklós gróf és annak felesége, Csáky Krisztina grófnő

### 2006
A hamvak hazahozatalának történelmi, szimbolikus jelentőségét mutatja, hogy az újratemetés 2006. évi százéves évfordulóján különböző megemlékezések több hónapos sorozata zajlott le a Felvidéken, illetve Magyarországon. Az ünnepségsorozat márciusban Borsiban, a fejedelem szülőhelyén kezdődött , áprilisban felavatták a kassai Rákóczi-szobrot, az újratemetés évfordulóján pedig Kassán kezdődtek ünnepségek, amelyre Magyarországról több ezren érkeztek, köztük Sólyom László államfő.  Az ünnepségeket megzavarta, hogy magyar autóbuszokat fosztottak ki, illetve hogy egyes eseményekre szlovákizmusoktól hemzsegő meghívókat küldtek ki, amelyekben még a fejedelem nevét is rosszul írták. 
Budapesten az újratemetés alkalmából 2006. október 27-én katolikus szentmisét tartottak a Szent István-székesegyházban.

## Politikai vonatkozások

### 1906
A hamvak hazahozatalának gondolata a magyar függetlenséget óhajtók körében először Habsburg-ellenes éllel vetődött fel. A kiegyezés után a gondolat tartalma módosult, az újratemetés ekkor is nemzeti követelés volt, de akkor már a Magyarország és az uralkodó közti megváltozott viszonyt is szimbolizálhatta.
Az ötlet Tisza István belpolitikai feszültségekkel terhelt miniszterelnöksége idején került újra elő olyan erővel, hogy végül meg is valósult. A korszakra a magyar függetlenségi törekvések felerősödése, mint ügy körül végletesen kiéleződött belpolitikai feszültség a jellemző. Tisza szorosabbra fűzte volna a kapcsolatokat a Monarchia két állama közt, abban reménykedve, hogy a magyarság számára így tud vezető szerepet kivívni, ellenzéke viszont nagyrészt szimbolikus ügyekben, mint a hadügyi reform, nagyobb önállóságot követelt az országnak.
Az újratemetés, mint a megegyezést szimbolizáló gesztus mindenki számára elfogadható volt. Nem véletlen, hogy a Függetlenségi Párt hívei tették meg az első előkészítő lépéseket, Tisza ugyanakkor nem látott presztízsveszteséget okozó politikai tartalmat az ügyben, sőt a saját helyzetét erősítőnek gondolta. Az uralkodó számára pedig ekkorra már megszokottá váltak a magyar nemzeti büszkeség hasonló megnyilvánulásai, a magyar belpolitikai feszültség viszont állandó fejfájást okozott neki, az újratemetést pedig ő is presztízsveszteség nélkül vállalhatta. 

### 2006
Az újratemetés 2006-os centenáriumára ismét megváltozott az esemény értékelésének politikai tartalma. A Monarchia ekkor már nem létezett, a Felvidék hosszú ideje szlovák fennhatóság alatt volt, a kassai helyszín viszont kiváló, politikai ár nélküli szimbólumokkal teli alkalmat kínált minden érdekelt félnek. Magyarországnak és a felvidéki kisebbségi magyaroknak az összetartozás demonstrálására, a tudományos közéletnek a témához kapcsolódó új eredményeik közzétételére és megvitatására, a döntően szlovák többségű helyi városvezetésnek pedig őszinte lokálpatrióta rendezvények szervezésére nyílt lehetősége. A szélsőséges nacionalisták kormányra kerülése miatt külpolitikai elszigeteltséggel küzdő szlovák államvezetés magas szinten nem képviseltette ugyan magát, de az ünnepségekhez való hozzájárulásával bizonyíthatta, hogy az Európai Unió megkövetelte megbékélés útján halad.

## Érdekességek
- A Holland Nemzeti Levéltár az 1956-os forradalom 50. évfordulója és az újratemetési centenárium alkalmából eddig feltáratlan Rákóczi-dokumentumokat adományozott Magyarországnak.[4]